# Team Giant-Castelli
Team Giant-Castelli var et dansk cykelhold, som cyklede i den europæiske UCI Continental-klasse. Holdet blev etableret i 2016 med hovedkvarter i Roskilde. Fra udgangen af 2017 lukkede holdet, da man ikke kunne finde den finansielle opbakning.

## Ryttere

### 2017
| Trup 2017                                | Trup 2017          | Trup 2017                                          | Trup 2017 |
| Rytter                                   | Fødselsdag         | Seneste hold                                       |           |
| ---------------------------------------- | ------------------ | -------------------------------------------------- | --------- |
| Mikkel Bjerg                             | 3. november 1998   | Team Børkop Cykler-Carl Ras Roskilde Junior (2016) |           |
| Nicklas Bøje Pedersen                    | 8. september 1994  | Trefor (2013)                                      |           |
| Jakob Egholm                             | 27. april 1998     | Team Børkop Cykler-Carl Ras Roskilde Junior (2016) |           |
| Casper von Folsach                       | 30. marts 1993     | Riwal Platform (2016)                              |           |
| Rasmus Byriel Iversen                    | 16. september 1997 | Bravida-Georg Berg (2015)                          |           |
| Thomas Edemann Jensen                    | 19. maj 1995       | Odder Cykel Klub (2016)                            |           |
| Frederik Rodenberg                       | 22. januar 1998    | Team Børkop Cykler-Carl Ras Roskilde Junior (2016) |           |
| Mathias Norsgaard                        | 5. maj 1997        | SEG Racing Academy (2016)                          |           |
| Casper Pedersen                          | 15. marts 1996     | Riwal Platform (2016)                              |           |
| Nicklas Amdi Pedersen                    | 3. august 1993     | WeBike-CK Aarhus (2016)                            |           |
| Rasmus Quaade                            | 7. januar 1990     | Stölting Service Group (2016)                      |           |
| Marius Therkildsen                       | 5. juni 1996       | Herning Cykle Klub (2015)                          |           |
| Emil Vinjebo                             | 24. marts 1994     | Trefor-Blue Water (2015)                           |           |
| Aske Vorre Louring                       | 24. maj 1993       | ColoQuick-Cult (2016)                              |           |
| Sergio Tu (28. jul.–31. dec.)            | 24. februar 1997   |                                                    |           |
|                                          |                    |                                                    |           |
| Kilder: ProCyclingStats Cycling Quotient |                    |                                                    |           |

#### Sejre
| 20. maj  | Paris-Arras Tour, 2. etape                           | 2.2  | Frederik Rodenberg |
| 11. jun. | GP Horsens                                           | 1.2  | Casper Pedersen    |
| 5. aug.  | Linjeløb for U23 herrer ved EM i landevejscykling    | CC   | Casper Pedersen    |
| 12. sep. | Danmark Rundt, 1. etape                              | 2.HC | Casper Pedersen    |
| 18. sep. | Enkeltstart for U23 herrer ved VM i landevejscykling | CM   | Mikkel Bjerg       |

### 2016
| Trup 2016                                | Trup 2016          | Trup 2016                            | Trup 2016 |
| Rytter                                   | Fødselsdag         | Seneste hold                         |           |
| ---------------------------------------- | ------------------ | ------------------------------------ | --------- |
| Joakim Bukdal                            | 4. september 1994  |                                      |           |
| Nicklas Bøje Pedersen                    | 8. september 1994  | Trefor (2013)                        |           |
| Mads Corell                              | 11. februar 1996   | ColoQuick (2015)                     |           |
| Tim Cronqvist                            | 9. juli 1997       | DCR Ballerup (2015)                  |           |
| Thomas Edemann Jensen (1. jun.–31. dec.) | 19. maj 1995       |                                      |           |
| Simon Gaál                               | 30. september 1994 |                                      |           |
| Daniel Hartvig                           | 4. august 1996     |                                      |           |
| Rasmus Byriel Iversen                    | 16. september 1997 | Bravida-Georg Berg (2015)            |           |
| Anders Bregnhøj Jensen                   | 23. marts 1996     | Dansk Mountainbike Klub (2015)       |           |
| Benjamin Justesen                        | 1. november 1979   | Blue Water-Cycling for Health (2009) |           |
| Christian Nykvist Larsen                 | 5. januar 1997     | DCR Ballerup (2015)                  |           |
| Klaus Nielsen                            | 8. januar 1980     |                                      |           |
| Nicolai Petersen                         | 11. juli 1997      | Bravida-Georg Berg (2015)            |           |
| Marius Therkildsen                       | 5. juni 1996       | Herning Cykle Klub (2015)            |           |
| Sergio Tu                                | 24. februar 1997   |                                      |           |
| Emil Vinjebo                             | 24. marts 1994     | Trefor-Blue Water (2015)             |           |
|                                          |                    |                                      |           |
| Kilde: ProCyclingStats                   |                    |                                      |           |

note: Joakim Bukdal